# Bautasteine von Hogstad
Koordinaten: 58° 54′ 38,2″ N, 5° 36′ 44,3″ O
Die beiden Bautasteine von Hogstad stehen etwa 20 m voneinander entfernt auf einer Weide südlich von Tananger in Sola bei Stavanger im Fylke Rogaland in Norwegen. Sie befinden sich auf einem felsigen Hügel, Store Ringberget genannt, mit Blick auf den Hafrsfjord im Osten. Es gibt 22 Standorte erhaltener Bautasteine in Sola.
Der Nordstein ist etwa zwei Meter hoch, dreißig Zentimeter breit und zehn Zentimeter dick. Er hat die Form einer langen, schlanken Platte mit einer geraden Oberseite.
Der Südstein ist etwa 2,5 Meter hoch, 40 Zentimeter breit und 10 Zentimeter dick. Es ist auch als schlanke Platte geformt, aber der Stein mit der rauen Oberfläche endet in einer Spitze. Er steht auf einem Hügel und ist aus der Ferne zu sehen.

## Legende
Sie gehören zu den sechs Standorten von Hvilesteinene oder Kvilesteinene (deutsch „Ruhesteinen“ – im Sinne von Grabsteinen) des Erling Skjalgsson (um 975 – 1028) des Schwagers von Olav I. Tryggvason. Erling wurde 1028 in der Schlacht im Boknafjord gegen Olav den Heiligen getötet. Snorri Sturluson erzählt, dass Erling am Ende der Schlacht der einzige seines Heeres war, der noch stehen konnte. Angesichts Erlings Einsatzes bot Olav ihm an, dass er in seine Dienste treten könne. Erling willigte ein. In diesem Moment sprang Aslak Fitjaskalle (Áslákr fitjaskalli), ein Vertrauter Olavs vor und erschlug ihn mit der Axt. Ergebene transportierten Erlings Leichnam nach Sola. Sie landeten in einer Bucht des Hafrsfjordes und reisten mit seiner Leiche durch das Land. Der Legende nach wurden an jedem Rastplatz der letzten Reise (Jåsund, Meling, Haga, Risa, Hogstad und Sømme) Bautasteine aufgerichtet. Seine Anhänger rächten sich zwei Jahre später, als der König in der Schlacht von Stiklestad starb.

### Erling-Skjalgsson-Denkmal
Das Erling-Skjalgsson Denkmal ist ein Bautastein nahe der Ruinenkirche am Nordsjøvegen in Sola. Der Bautastein ist in Erinnerung an Erling Skjalgsson Solas berühmtesten Sohn errichtet worden.